# Ebersmunster
Ebersmunster település Franciaországban, Bas-Rhin megyében. Lakosainak száma 571 fő (2022. január 1.). Ebersmunster Ebersheim, Hilsenheim, Kogenheim, Muttersholtz és Sélestat községekkel határos.

## Népesség
A település népességének változása:
| Lakosok száma | 483  | 505  | 541  | 521  | 525  | 528  | 542  | 557  | 571  |
|               | 2013 | 2015 | 2016 | 2017 | 2018 | 2019 | 2020 | 2021 | 2022 |